# Shokuzai
Pour plus de détails, voir Fiche technique et Distribution.
Shokuzai (贖罪, Rédemption, titre utilisé par le sous-titrage français de l'œuvre, ou Pénitence) est une mini-série japonaise en cinq épisodes qui ont été remontées ensuite en un film en deux parties.
La mini-série a été créée et réalisée par Kiyoshi Kurosawa, et diffusée du 8 janvier au 5 février 2012 sur la chaîne WOWOW.
Adaptée du roman du même nom de la Japonaise Kanae Minato — sorti en français le 19 septembre 2019 —, la mini-série a été remontée sous la forme d'un long-métrage en deux parties, intitulées respectivement Shokuzai - Celles qui voulaient se souvenir et Shokuzai - Celles qui voulaient oublier. Le premier film réunit les deux premiers épisodes, et le second les trois derniers. Les deux parties ont été présentées à la Mostra de Venise 2012, avant une sortie en salles.

## Synopsis
Une fillette, la petite Emili, nouvellement arrivée dans une école d'une petite ville tranquille, se lie d'amitié avec quatre autres fillettes. Un jour, alors qu'elles jouent ensemble au ballon à l'ombre du gymnase dans la cour de l'école primaire, un homme arrive en se présentant comme un ouvrier qui travaille dans l'école ; il dit avoir besoin d'aide pour accomplir une tâche et demande à Emili de lui prêter assistance. Alors que les quatre amies d'Emili l'attendent, l'homme viole et tue la fillette dans le gymnase de l'école. Sous le choc et malgré les questions répétées de la police, les quatre enfants sont toutes incapables de se souvenir du visage de l'assassin. La mère d'Emili, dévastée par le chagrin et la rancœur, leur reproche la mort de sa fille : elle déclare aux quatre écolières qu'elle pensera désormais à elles quotidiennement et les condamne à la « pénitence » tant qu'elles n'auront pas expié leur faute ou aidé à retrouver le coupable. 
Quinze ans plus tard, l'assassin n'a toujours pas été identifié et il reste peu de temps avant que le délai de prescription du crime n'arrive à expiration. Les quatre camarades d'Emili, chacune à sa manière, restent profondément marquées par cet épisode de leur enfance : bien que leurs parcours soient très différents, aucune n'a réussi à surmonter ce traumatisme ni à vivre des rapports normaux et sereins avec les gens qui les entourent. Une série d'événements les forcent à revisiter cette terrifiante journée dont l'impact n'a cessé d'entraver cruellement leur existence. 
Les quatre premiers épisodes racontent chacun l'histoire de l'une des jeunes femmes, qui interagissent toutes d'une façon ou d'une autre avec la mère de la victime. Le cinquième et dernier volet est centré autour de la mère d'Emili et de la résolution de l'énigme.

### Première partie:La poupée française
Quinze ans après le crime, le meurtrier d'Emili n'est toujours pas pris et la vie de Sae est marquée par ce qu'elle a vécu. Elle n'a jamais eu ses règles et ne se sent pas prête à entrer en relation avec un homme. Jusqu'à ce qu'elle reçoive une offre de mariage de son ancien camarade de classe Takahiro, qui est devenu riche. Après une première hésitation, elle accepte le mariage. Mais lui aussi a ses contraintes et ses abîmes. 

### Deuxième partie:Rencontre extraordinaire des parents
Maki est devenue professeur. Elle est connue de ses élèves comme étant particulièrement stricte quant à la suite à donner aux plaintes de leurs parents. Cependant, après toutes ces années, elle est toujours prise de honte pour son inactivité après le meurtre d'Emili et se sent maintenant obligée de protéger ses élèves d'expériences similaires par sa rigueur. Lorsqu'une personne confuse essaie de tuer des élèves lors d'une sortie scolaire piscine, elle a l'occasion de le faire grâce à sa pratique du kendo. 

### Troisième partie:Frère et sœur ours
Après toutes ces années, Akiko n'est pas revenue à la normale. Introvertie, elle reste à la maison et passe ses journées à lire et à jouer à des jeux informatiques. Quand son frère lui rend visite avec sa nouvelle épouse et sa petite fille, Akiko se lie d'amitié avec la fille et se rend vite compte que quelque chose ne va pas. Lorsque ses soupçons sont confirmés que son propre frère attaque des enfants, son propre traumatisme revient inévitablement dans sa mémoire et un crime se produit.

### Quatrième partie:Dix mois et dix jours
Yuka semble vivre une vie insouciante : elle vient d'ouvrir sa propre boutique de fleurs. Cependant, il devient rapidement clair que ce qu'elle a vécu a également laissé sa marque. Elle est émotionnellement froide et cruelle, même envers sa propre sœur. Quand elle reconnaît la voix du meurtrier d'Emili dans une émission de radio, elle veut faire chanter Asako.

### Cinquième partie:Expiation
Quand Asako apprend enfin le nom du suspect, elle est entraînée dans l'abîme de son propre passé. Le triangle tragique entre Asako, Hiroaki et Akie (qui n'apparaît pas elle-même, mais dont la lettre d'adieu annonçant son suicide joue un rôle important) se noue pendant leur temps d'étude commun dans une haute école de formation pour enseignants conduit au mobile de l'acte et de son expiation.

## Fiche technique
- Titre : Shokuzai (贖罪?)
- Réalisation : Kiyoshi Kurosawa
- Scénario : Kiyoshi Kurosawa, d'après le roman homonyme de Kanae Minato
- Production :
- Société de production : Django Film et WOWOW
- Société de diffusion : Condor Entertainment (France)
- Musique : Yusuke Hayashi
- Photographie : Akiko Ashizawa
- Montage : Kōichi Takahashi
- Pays d'origine :  Japon
- Langue originale : japonais
- Genre : drame
- Durée : 273 minutes
- Dates de sortie :
  - Japon : du 8 janvier au 5 février 2012 sur WOWOW[4]
  - Italie : 30 août 2012 (Mostra de Venise 2012)[3]
  - France : 29 mai et 5 juin 2013[2]

## Distribution
- Kyōko Koizumi : Asako Adachi, la mère d’Emili
- Yū Aoi : Sae Kikuchi (adulte)
- Eiko Koike : Maki Shinohara (adulte)
- Sakura Andō : Akiko Takano (adulte)
- Chizuru Ikewaki : Yuka Ogawa (adulte)
- Ryō Kase : Koji Takano
- Ayumi Itō : Mayu Murakami
- Mirai Moriyama : Takahiro Otsuki
- Teruyuki Kagawa : Hiroaki Aoki
- Hirofumi Arai : inspecteur Moriya
- Kyūsaku Shimada : inspecteur Yabe
- Kenji Mizuhashi : Tanabe
- Tomoharu Hasegawa : Keita Murakami
- Tetsushi Tanaka : Toshio Adachi
- Hazuki Kimura : Emili Adachi (enfant)

- Manatsu Kimura : Maki (enfant)
- Kyōka Shibata : Yuka (enfant)
- Asumi Kikuchi : Akiko (enfant)
- Erika Komata : Sae (enfant)
- Seika Kuze : la mère de Sae
- Jyonmyon Pe : Kazuya
- Tarō Suwa : le père d'Akiko
- Kaoru Mizuki : la mère de Maki
- Hitomi Takahashi : la mère d'Akiko

## Distinctions

### Récompenses
- Festival international de films de Fribourg 2013 : prix FIPRESCI[5]

### Sélections
- Mostra de Venise 2012 : sélection officielle hors compétition[3]
- Festival du film de Sydney 2013 : sélection « The Box Set »